# 林登·戴克斯
林登·約約翰·戴克斯（英語：Lyndon John Dykes，1995年10月7日—），是一名澳洲及蘇格蘭籍職業足球員，司職前鋒，現時效力英冠球會伯明翰。

## 球會生涯

### 早年
戴克斯生於澳洲黄金海岸，年少時隨家人搬到坎培拉定居，並在當地學習聯盟式橄欖球。此外他亦曾玩籃球、澳式足球和聯合式橄欖球。之後他隨家人搬回黃金海岸，曾先後效力不同業餘足球球會，並拒絕了數家澳大利亞職業足球聯賽球會，包括布里斯班獅吼足球俱樂部。

### 南部皇后
戴克斯在2015年間去蘇格蘭鄧弗里斯探親期間，曾短暫效力當地球會南部皇后，並在U20賽事中上場14次打進20球，之後回到澳洲。
2016年6月7日，他與南部皇后簽約加盟，首場比賽是7月16日蘇格蘭聯賽盃對女王公园，球隊以2-0取勝。他在8月9日對希伯尼安的比賽中打進首顆職業進球。2017年12月7日，他與球會續約，使他留隊效力至2019年5月底。戴克斯在這效力三年間，共在聯賽上場86次打進10球，及31場盃賽上場打進9球。

### 利文斯頓
2019年1月30日，戴克斯與利文斯顿簽下兩年合約，但利文斯顿與南部皇后同意戴克斯留在南部皇后至季末，之後才正式轉會。戴克斯在利文斯顿的角色為中鋒，在2019年7月13日首次上場參加以1-1打平法尔科克的聯賽盃賽事，9月12日雙方把合約延長至2022年5月。10月6日，他打進在球會第二顆進球，助球隊以2-0擊敗凯尔特人。12月21日，他在4-0大勝罗斯郡的比賽中出演帽子戲法，是球會在頂級聯賽中首位球員成功戴帽。
2020年8月16日，利文斯頓接受了英格蘭足球冠軍聯賽對戴克斯的報價，三天後他轉會至女王公园巡游者。這次轉會打破了球會在2002年的單一球員轉會費收入紀錄，此外由於戴克斯轉會至利文斯頓的條款，南部皇后亦從中得到6位數的分成。

### 女王公园巡游者
2020年8月19日，戴克斯與女王公园巡游者簽約四年，轉會費據報為200萬鎊。他在新球會首場比賽是9月12日以2-0擊敗诺丁汉森林，他在第54分鐘打進點球。2021年4月，他在當月6場比賽中打進6球，使他當選為球會4月最佳球員。這季他在球會共取得12球和5助攻，使他成為球隊神射手.。2021年10月16日西伦敦德比對富勒姆的比賽，他打進一球，但球隊最終仍以4-1落敗。
2023年6月26日，他與球會簽下新的三合約。

### 伯明翰城
2024年8月28日，戴克斯轉投英格蘭足球甲級聯賽球會伯明翰城，雙方簽約三年。

## 國家隊生涯
戴克斯有資格代表澳洲和蘇格蘭參加國際賽。
2019年10月，澳洲隊助理教練雷内·穆伦斯丁前往蘇格蘭觀看戴克斯在對凯尔特人的比賽，同一星期蘇格蘭隊教練史蒂夫·克拉克，說服他選擇蘇格蘭隊。2020年8月25日，戴克斯首次入選蘇格蘭隊名單，參加歐洲足協國家聯賽對以色列和捷克的比賽。9月4日，他首次代表蘇格蘭上場，參加以1-1打平以色列的賽事，並在之後對捷克以2-1取勝的比賽中打進首顆國際賽進球。10月11日對斯洛伐克的比賽，他打進了比賽唯一進球，助蘇格蘭取勝。
2021年5月19日，戴克斯入選了蘇格蘭2020年歐洲足球錦標賽參賽名單，與查·阿當斯一起成為球隊首選射手。6月19日首場比賽對捷克，他踢了79分鐘，最終蘇格蘭以2-0落敗。6月18日在温布利球场對英格蘭的比賽，他踢畢全場，最終賽果為0-0取得1分。6月22日對克羅地亞的賽事，他先發上場，但球隊最後以3-1落敗，就這樣結束了歐洲足球錦標賽。
2021年9月4日2022年國際足協世界盃外圍賽對摩爾多瓦的比賽，他打進全場唯一進球，使蘇格蘭以1-0小勝。三天後對奧地利的比賽，他打進點球助蘇格蘭同樣以1-0取勝。10月對法羅群島的比賽，戴克斯再一次取得進球，使他自1969年柯林·斯坦以來首位連續4場均取得進球的蘇格蘭球員。
2022年9月21日歐洲國家聯賽對烏克蘭的比賽，他在77分鐘換入上場，並在80和87分鐘取得進球，助蘇格蘭以3-0擊敗對手。
2023年6月，戴克斯在對挪威的比賽中助蘇格蘭追平，最終並以2-1取助，使蘇格蘭取得參加2024年歐洲足球錦標賽資格。他入選了這項賽事決賽週的28人初選名單，但之後因為在訓練期間受傷而被迫退出。

## 榮譽
伯明翰城
- 英格蘭足球甲級聯賽冠軍：2024–25[39]